# 渡辺大知
渡辺 大知（わたなべ だいち、1990年8月8日 - ）は、日本の音楽家、俳優、映画監督。ロックバンド・黒猫チェルシーのボーカルである。
兵庫県神戸市出身。東京造形大学造形学部デザイン学科映画専攻領域卒業。ソニー・ミュージックアーティスツ所属。従兄はザ50回転ズのダニー。

## 略歴

### 音楽活動
2007年、高校在学中にロックバンド黒猫チェルシーを結成してボーカルを務め、日本テレビ系列の高校生アマチュアバンドのトーナメント形式の音楽番組音燃え!に出演。2010年リリースのミニアルバム『猫Pack』でメジャー・デビュー。2018年10月で活動を休止した。

### 俳優活動
2009年3月、映画『色即ぜねれいしょん』で演技未経験ながら2000人の中から主役に選ばれ、同年8月公開の同作で俳優としてデビュー。この演技で第33回日本アカデミー賞新人俳優賞を受賞した。本作を見たみうらじゅんとリリー・フランキー曰く、「本童貞だから伝わる」「演技じゃ出来ない」と評価している。
2011年10月、NHKの連続テレビ小説『カーネーション』で連続ドラマに初出演した。
2015年7月、舞台『男子!レッツラゴン』で初舞台で主演を務めた。11月、大学の卒業制作として制作しPFFアワード2014にて審査員特別賞を受賞した『モーターズ』で映画監督としてもデビュー。
2021年7月、テレビドラマ『イタイケに恋して』にて地上波の連続ドラマ初主演を務める。

## 出演

### 映画
- 色即ぜねれいしょん（2009年8月15日、スタイルジャム） - 主演・乾純 役
- スリー☆ポイント 東京編（2011年5月14日、レイライン） - フミヒロ 役
- 見えないほどの遠くの空を（2011年6月11日、ドゥールー / コミュニティアド） - 光浦丈司 役
- ニュータウンの青春（2012年11月3日、ダングラール / 森平晶）
- 夢を見た（2013年8月24日、QULT） - 主演・真一 役[10]
- 大人ドロップ（2014年4月4日、東宝映像事業部） - 辻本裕也 役[11]
- 渇き。（2014年6月27日、ギャガ） - 川本浩 役
- くちびるに歌を（2015年2月28日、アスミック・エース） - 桑原アキオ 役
- ボクは坊さん。（2015年10月24日、ファントム・フィルム） - 峰岸孝典 役
- LIVE!LOVE!SING! 生きて愛して歌うこと 劇場版（2016年1月23日、トランスフォーマー） - 岡里 役[12]
- 勝手にふるえてろ（2017年12月23日、ファントム・フィルム） - ニ（霧島）役
- 寝ても覚めても（2018年9月1日、ビターズ・エンド、エレファントハウス） - 岡崎伸行 役
- ここは退屈迎えに来て（2018年10月19日、KADOKAWA） - 新保くん 役[13]
- 体操しようよ（2018年11月9日、東急レクリエーション） - 馬場薫 役[14][15]
- ギャングース（2018年11月23日、キノフィルムズ） - 主演・タケオ 役
- 見えない目撃者（2019年9月20日、東映） - 横山司 役
- ブルーアワーにぶっ飛ばす（2019年10月11日、ビターズ・エンド） - 玉田篤 役
- わたしは光をにぎっている（2019年、ファントム・フィルム） - 緒方銀次 役[16]
- 僕の好きな女の子（2019年） - 主演[17]
- MIRRORLIAR FILMS Season1「暴れる、女」（2021年9月17日、イオンエンターテイメント）
- 彼女が好きなものは（2021年12月3日、バンダイナムコアーツ・アニモプロデュース） - 近藤隼人 役[18][19]
- ノイズ（2022年1月28日） - 小御坂睦雄 役[20]
- HOMESTAY（2022年2月11日、Amazon Prime Video）[21]
- Ribbon（2022年2月25日、イオンエンターテイメント） - 公園で出会う男 役[22]
- 正欲（2023年11月10日、ビターズ・エンド） - 西山修 役[23]
- 市子（2023年12月8日、ハピネットファントム・スタジオ） - 小泉雅雄 役[24]
- 雪子 a.k.a.（2025年1月25日、パル企画） - 堀田広大 役[25][26][27]
- 遠い山なみの光（2025年9月5日公開予定、ギャガ）[28]
- アフター・ザ・クエイク（2025年10月3日公開予定、ビターズ・エンド） - 主演・善也 役[29]
- 道行き（2026年2月公開予定、マジックアワー） - 主演・駒井 役[30]

### テレビドラマ
- 連続テレビ小説（NHK総合） 
  - カーネーション 第2週 - 第16週（2011年10月14日 - 2012年1月17日） - 松坂勇 役
  - まれ 第2週 - 最終週（2015年4月6日 - 9月26日） - 二木高志 役[31][32]
  - ちむどんどん（2022年4月25日 - 9月30日） - 喜納金吾 役[33]
- 神様の赤ん坊（2012年12月23日、NHK BSプレミアム） - 島崎拓海 役
- ATARUスペシャル〜ニューヨークからの挑戦状!!〜（2013年1月6日、TBS） - 時田次郎 役
- 僕が父親になるまで（2013年3月2日、NHK札幌） - 主演・島崎拓海 役
- サイレント・プア（2014年4月15日 - 6月3日、NHK総合） - 郷田光良 役[34]
- ロング・グッドバイ 第2話（2014年4月26日、NHK総合） - 六郎 役
- HERO 第9話（2014年9月8日、フジテレビ） - 石川健吾 役
- LIVE! LOVE! SING! 生きて愛して歌うこと（2015年3月10日、NHK総合） - 岡里清春 役
- 忌野清志郎 トランジスタ・ラジオ (2015年5月3日、NHK BSプレミアム） - 坂口雅彦（高校時代） 役
- デザイナーベイビー - 速水刑事、産休前の難事件 -（2015年9月22日 - 11月10日、NHK総合） - 土橋福助 役
- 毒島ゆり子のせきらら日記（2016年4月21日 - 6月23日、TBS） - 幅美登里 役 [35]
- ドクターX〜外科医・大門未知子〜 第4期 第1話（2016年10月13日、テレビ朝日） - 一木淳 役[36]
- 大阪環状線 Part3 ひと駅ごとのスマイル 第5話（2018年2月14日、関西テレビ） - 主演・景山信之 役[37]
- 恋のツキ（2018年7月26日 - 10月12日、テレビ東京） - 青井ふうた 役[38]
- dele 第5話（2018年8月24日、テレビ朝日） - 宮田翔 役[39]
- ココア 黒崎灯の回（2019年1月4日、フジテレビ） - 春海雄介 役[40]
- ゾンビが来たから人生見つめ直した件（2019年1月19日 - 3月9日、NHK総合） - 神田くん 役[41]
- Iターン（2019年7月13日 - 9月28日、テレビ東京） - 柳直樹 役[42]
- べしゃり暮らし（2019年7月27日 - 9月14日、テレビ朝日） - 辻本潤 役[43]
- 大河ドラマ（NHK総合）
  - いだてん〜東京オリムピック噺〜（2019年） - 森繁久彌 役[44]
  - 青天を衝け（2021年） - 徳川家定 役[45]
  - 光る君へ（2024年） - 藤原行成 役[46]
- ミス・ジコチョー〜天才・天ノ教授の調査ファイル〜 第8話（2019年12月6日、NHK総合） - 栗原充 役[47]
- 捨ててよ、安達さん。 第6話（2020年5月23日、テレビ東京） - 指輪 役[48]
- MIU404 第5話（2020年7月24日、TBS） - 水森祥二朗 役[49]
- 太陽の子（2020年8月15日、NHK総合・NHK BS4K・NHK BS8K） - 花岡喜一 役[50]
- 東京タラレバ娘2020（2020年10月7日、日本テレビ） - 平沢ゆう 役[51]
- ハルカの光 第2話（2021年2月15日、NHK Eテレ） - 辰巳良太郎 役[52]
- 夢みたいな恋したい女たち（2021年2月27日・3月6日、日本テレビ）[53]
- 桜の塔（2021年4月15日 - 6月10日、テレビ朝日） - 馳道忠 役[54]
- ネメシス 第2話（2021年4月18日、日本テレビ） - 阿久津英樹 役[55]
- イタイケに恋して（2021年7月1日 - 9月9日、読売テレビ） - 主演・影山信博 役[56]
- 初情事まであと1時間 第7話「プラスマイナス、インタレスティング」（2021年9月3日、MBS / 9月2日、TBS） - 主演・陽太 役[57]
- 孤独のグルメ Season9 第9話（2021年9月4日、テレビ東京） - 木村誠二 役[58]
- 岸辺露伴は動かない 第6話（2021年12月29日、NHK総合） - 釜房郡平 役[59][60]
- ロマンス暴風域（2022年7月6日 - 8月3日、MBS・TBS） - 主演・佐藤民生 役[61]
- スターチャンネル オリジナルドラマプロジェクト「5つの歌詩（うた）」EPISODE 01『空を読む』（2022年7月7日 スターチャンネルEX、8月13日 BS10スターチャンネル） - 風見光太 役[62]
- 泳げ!ニシキゴイ（2022年7月19日 - 9月16日、日本テレビ） - 主演・渡辺隆 役[63]（森本慎太郎とダブル主演）
- 僕の姉ちゃん 第4話・第5話（2022年8月18日・25日）- 谷崎智也 役[64]
- ファーストペンギン!（2022年10月5日 - 12月7日、日本テレビ） - 琴平祐介 役[65][66]
- それってパクリじゃないですか?（2023年4月12日 - 6月14日、日本テレビ） - 五木耕司 役[67]
- パリピ孔明 第9話・最終話（2023年11月22日・29日、フジテレビ） - ダイナー 役[68]
- OZU 〜小津安二郎が描いた物語〜 最終話「青春の夢いまいづこ」（2023年12月17日、WOWOW） - 斎木 役[69]
- 厨房のありす 第2話 -（2024年1月28日 - 、日本テレビ） - 大塚圭介 役[70]
- イップス（2024年4月12日 - 6月21日、フジテレビ） - 坂浦猛 役[71]
- 藤子・F・不二雄 SF短編ドラマ シーズン2「あいつのタイムマシン」（2024年5月5日、NHK BS） - 正男 役[72]
- 若草物語-恋する姉妹と恋せぬ私-（2024年10月6日 - 12月15日、日本テレビ） - 小川大河 役[73][74]
- ザ・トラベルナース（2024年10月17日 - 12月19日、テレビ朝日） - 小山衛 役[75]
- 地震のあとで 第3話『神の子どもたちはみな踊る』（2025年4月19日、NHK総合） - 主演・善也 役[76][77]

### 配信ドラマ
- Starry Night（2013年12月10日、ネスレシアター on YouTube） - 主演・櫻井 役[78]
- 火花（2016年6月3日、Netflix） - 小野寺 役
- 全裸監督2（2021年6月24日、Netflix） - 小向武 役
- それ忘れてくださいって言いましたけど。 第3話 - 最終話（2022年5月7日 - 6月11日、Paravi） - ダイさん 役[79]
- すべて忘れてしまうから（2022年9月14日 - 11月16日、Disney+） - 澤田 役[80][81][注 1]
- 季節のない街（2023年8月9日、ディズニープラス『スター』） - オカベ 役[82]

### 舞台
- 男子!レッツラゴン（2015年7月30日 - 8月9日、作・演出：細川徹） - 主演・ゴン 役[83]
- かもめ（2016年10月 - 12月） - メドヴェジェンコ 役[84]
- 舞台『ねじまき鳥クロニクル』(2020年、2023年　東京芸術劇場プレイハウス） - 岡田トオル 役 (同役-成河、共演ｰ門脇麦など)
- イントゥ・ザ・ウッズ（2022年1月11日 - 1月31日、日生劇場 / 2月6日 - 2月13日、神田芸術劇場メインホール） - パン屋 役

### 情報・バラエティ
- スタジオパークからこんにちは（2015年4月27日、NHK総合）
- 火曜サプライズ （2017年12月19日、日本テレビ）
- ボクらの時代（2018年9月2日、フジテレビ）
- 即席カルテット（2019年12月2日 - 19日、テレビ朝日）
- ぶらり途中下車の旅 「山手線の旅」（2021年8月28日、日本テレビ） - 旅人[85]
- ZIP!（2022年8月5日、日本テレビ）- 金曜パーソナリティ[86]
- EIGHT-JAM（2024年5月19日、テレビ朝日）

### テレビアニメ
- おじゃる丸（2024年10月19日、NHK Eテレ） -  藤原行成 役

### CM
- NTT docomo（2011年3月 - ）
- ブルボン フェットチーネグミ（2011年6月 - ）
- 三井住友カード 三井住友VISAカード（2012年7月 - ）
- SoftBank iPhone 5（2013年3月 - ）
- 日本コカ・コーラ コカ・コーラ（2013年4月 - ）
- 日本経済新聞 日経電子版（2014年2月 - ） - 田中 役
- サントリー ほろよい（2015年3月17日 - ）
- カルピス カルピスソーダ（2016年6月 - ）
- フロム・エー ナビ（2016年6月 - ） - パン田一郎の声 ※ CMソングも担当 [87]
- 大塚製薬 ソイジョイ（2017年11月 - ）
- JRA-VAN（2019年1月 - ）
- キリンビール「一番搾り」（2021年）
- マクドナルド（2022年） - 堺雅人と共演

### WEB
- 連続WEBドラマ『その火は、必ず来る。』-ENEOS（2020年1月）[88]

### 広告
- NHK ミライテレビ60 「気象情報」（2013年）[89]

## 作品

### 映画
- モーターズ（2015年11月14日公開） - 監督・脚本・編集[8]
- brother - YouTube（2020年5月24日公開、SHINPA 在宅映画制作 #24） - 監督・出演
- MIRRORLIAR FILMS Season3『Good News,』（2022年5月6日） - 監督

## 受賞歴
- 2009年度
  - 第1回TAMA映画賞 最優秀新進男優賞（『色即ぜねれいしょん』）
  - 第33回日本アカデミー賞 新人俳優賞（『色即ぜねれいしょん』）